# Лятошинський Тріо
Лятошинський тріо — українське фортепіанне тріо, засноване 2019 року. Виконують твори світової класики та популяризують у світі українську музику.

## Історія
Лятошинський тріо - українське фортепіанне тріо у складі Михайла Захарова (скрипка), Олексія Шадріна (віолончель) та Романа Лопатинського (фортепіано), засноване 2019 року. Виконують твори світової класики та популяризують українську музику у світі.
Водночас учасники ансамблю наголошують, що репертуар «Лятошинський Тріо» не обмежується лише Лятошинським. Особливу увагу музиканти приділяють сучасній музиці і свою місію вбачають у популяризації творчості українських композиторів. Так, результатом співпраці з українським композитором Мирославом Скориком стало перше виконання циклу його романсів «До Музи» для фортепіанного тріо і сопрано, на вірші Б.І.Антонича.

## Концерти і записи
У квітні 2019 року відбувся дебют тріо на фестивалі UStream (Австрія) в Mozartsaal віденського Концертхаусу. На цьому концерті відбулася прем’єра фортепіанного тріо Мирослава Скорика.
У вересні того ж року в межах XXX ювілейного Міжнародного фестивалю «Київ Музик Фест-2019» новий творчий колектив під егідою Лятошинського, - виступив із сольним концертом у Національній Філармонії України.

## Учасники
- Михайло Захаров (скрипка) засновник «Лятошинський тріо». Почав займатися грою на скрипці у 6-річному віці. З 2005-го живе в Австрії. З відзнакою закінчив Університет музики та театрального мистецтва у місті Грац (клас професора Бориса Кушніра). Виступав із концертами в Австрії, Польщі, Україні, Вірменії, Німеччині, Швейцарії. Лауреат міжнародних конкурсів. Як камерний музикант працював з такими всесвітньо відомими виконавцями як Борис Кушнір, Юліан Рахлін, Ніколай Цнайдер, Нобуко Імаі, Алєксєй Ігудесман, Міхаела Мартін, Міклош Перен’ї, Жерар Косе та ін. Грає на скрипці італійського майстра Giovanni Pistucci (1910). Михайло Захаров є одним із співзасновників  Фонду  раритетних інструментів в Україні. Своїми концертами Лятошинський тріо просуває нові можливості інвестування у класичну музику через створення українського Фонду раритетних інструментів - однієї з найбільш поширених у Європі меценатських практик: купівлю раритетних інструментів для збереження та користування молодими музикантами. На сьогоднішній день Україна є, практично єдиною державою на території Європи, де немає подібної організації.
- Роман Лопатинський (фортепіано) отримав свій перший конкурсний приз у 8-річному віці. Лауреат більш ніж 20-ти міжнародних конкурсів, серед яких Arthur Rubinstein International Piano Master Competition (Ізраїль), Міжнародні конкурси молодих піаністів пам’яті Володимира Горовиця (Україна), Concorso Pianistico Internazionale Ferruccio Busoni (Італія), а також Hamamatsu International Piano Competition (Японія). Учасник музичних фестивалів Турина, Парижа, Відня. Проводить активну концертну діяльність в Україні, Ізраїлі, Італії, Швейцарії, Німеччині, Японії, Франції, США. Наразі вдосконалює свою майстерність у Міжнародній фортепіанній академії в місті Імола (Італія), клас Бориса Петрушанського.
- Олексій Шадрін (віолончель) є випускником музичної школи для особливо талановитих дітей при Харківському університеті мистецтв ім. Котляревського. З 2004 р. отримував стипендії від фондів для талановитих дітей. Лауреат національних та міжнародних конкурсів. У 2016-му отримав ступінь бакалавра в Університеті музики, театру та медіа у місті Ганновер (клас професора Леоніда Горохова). В тому ж році його запросили до навчання в Кронберг Академію у Німеччині, де він став студентом Франца Гельмерсона та Гарі Гофмана. Вокаліз Рахманінова у його виконанні на ClassicFM у Лондоні отримав більше ніж 40 тисяч прослуховувань протягом перших 24 годин. У 2020 р. вступив до Музичної капели Королеви Єлизавети Queen Elisabeth Music Chapel. У 2022 р. – четверте місце на Конкурсі імені Королеви Єлизавети Queen Elisabeth Competition.